# Vatětická lípa
Vatětická lípa je památný strom v Palvínově na křižovatce ke statku. Lípa malolistá (Tilia cordata Mill.) je solitér, který roste v nadmořské výšce 650 m, odhadované stáří je 350 let (1984), výška stromu je 23 m, obvod kmene 600 cm (měřeno 2016). V roce 2005 došlo k instalaci vazeb a ke zdravotnímu řezu, v roce 2009 byly zastřešeny dvě dutiny. Lípa je chráněna od 21. června 1985, je významná svým stářím.

## Památné stromy v okolí
- Lípa ve Vatětické aleji
- Palvínovská alej
- Palvínovská lípa
- Skupina dubů ve Sloním údolí
- Skupina dubů zimních
- Skupina stromů v zámeckém parku
- Vatětický jasan
- Vatětický javor
- Vatěticko-mouřenecká alej
- Zámecký klen

## Galerie

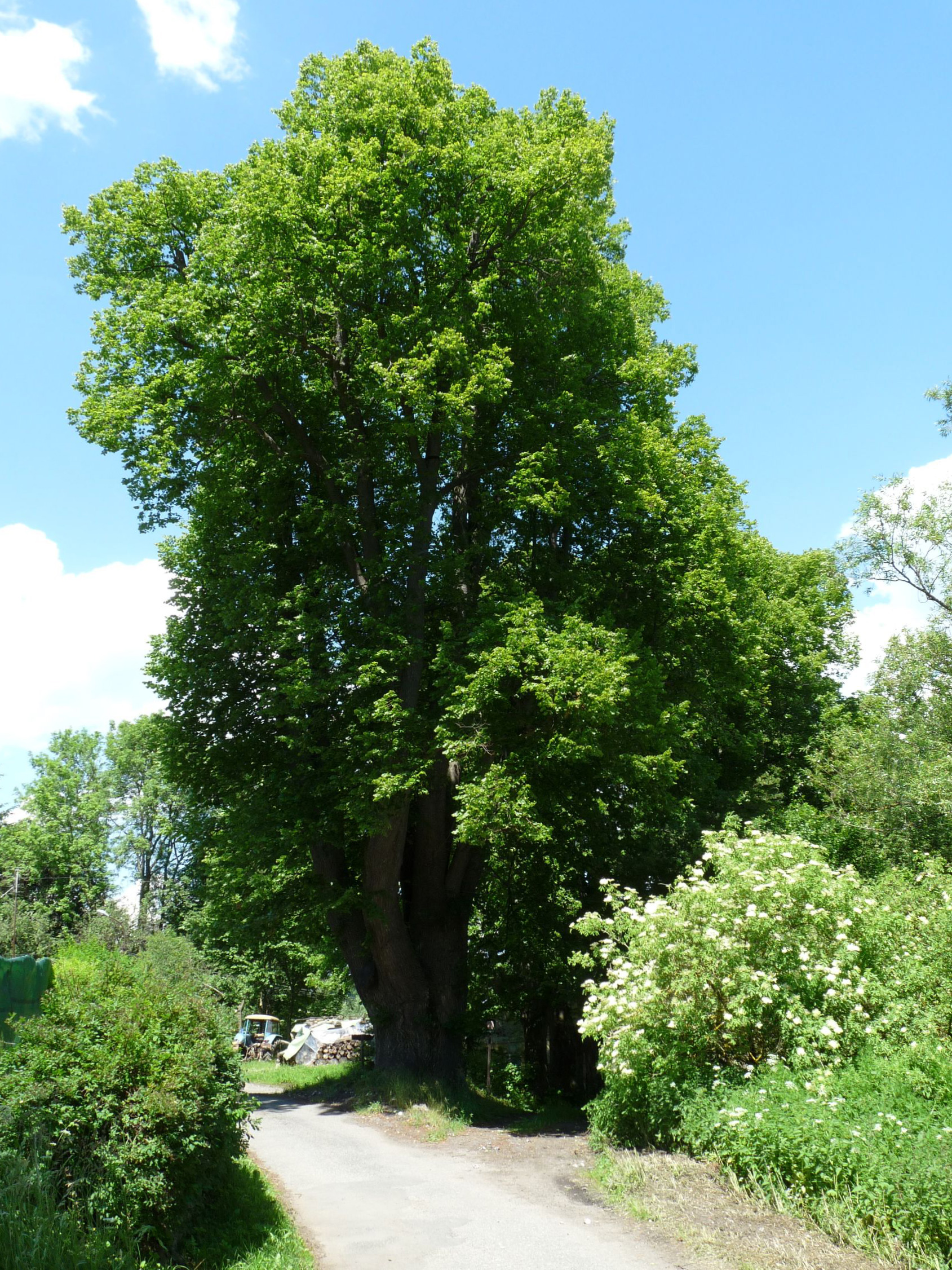
Strom rok 2012
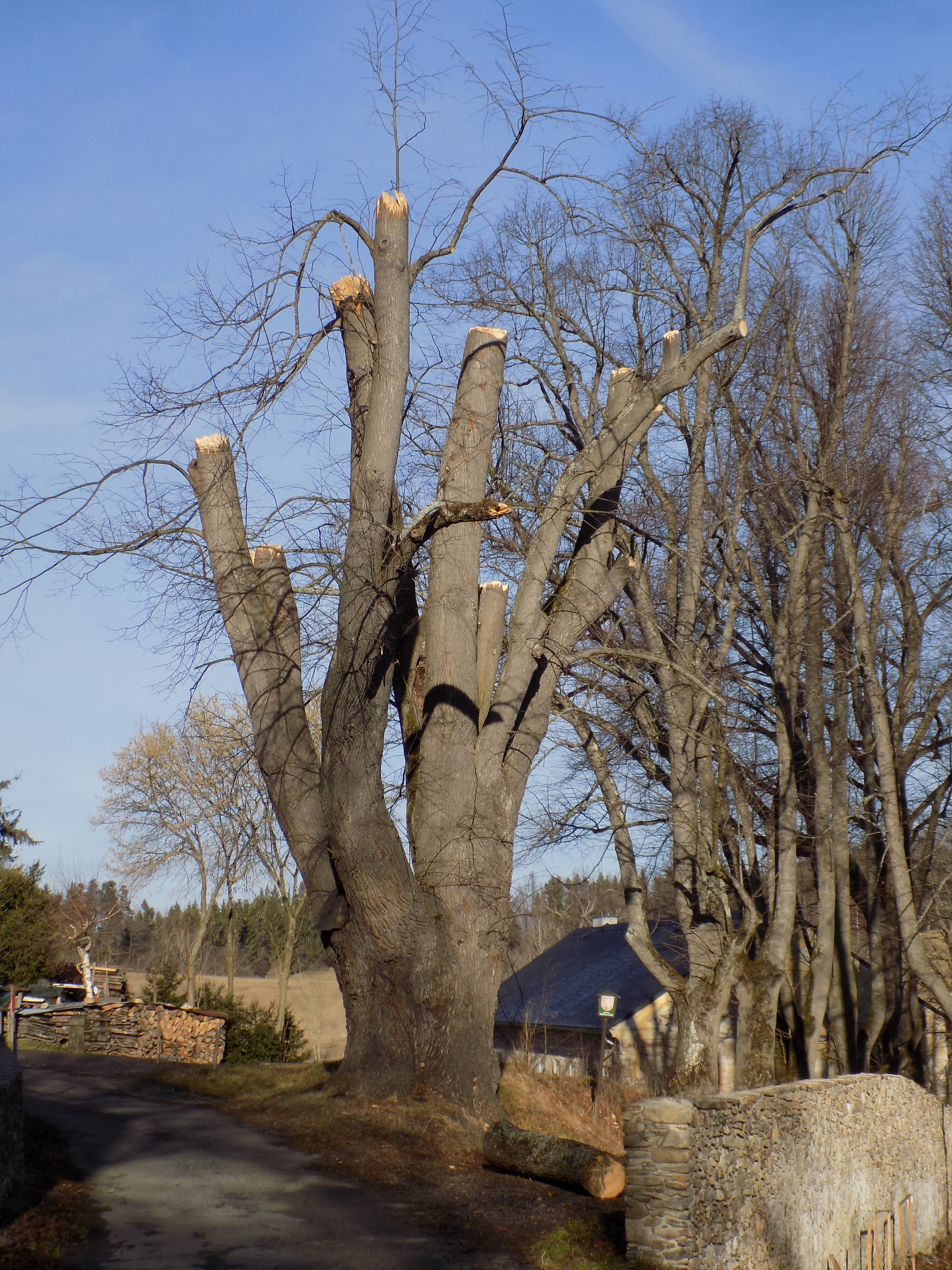
Strom rok 2020
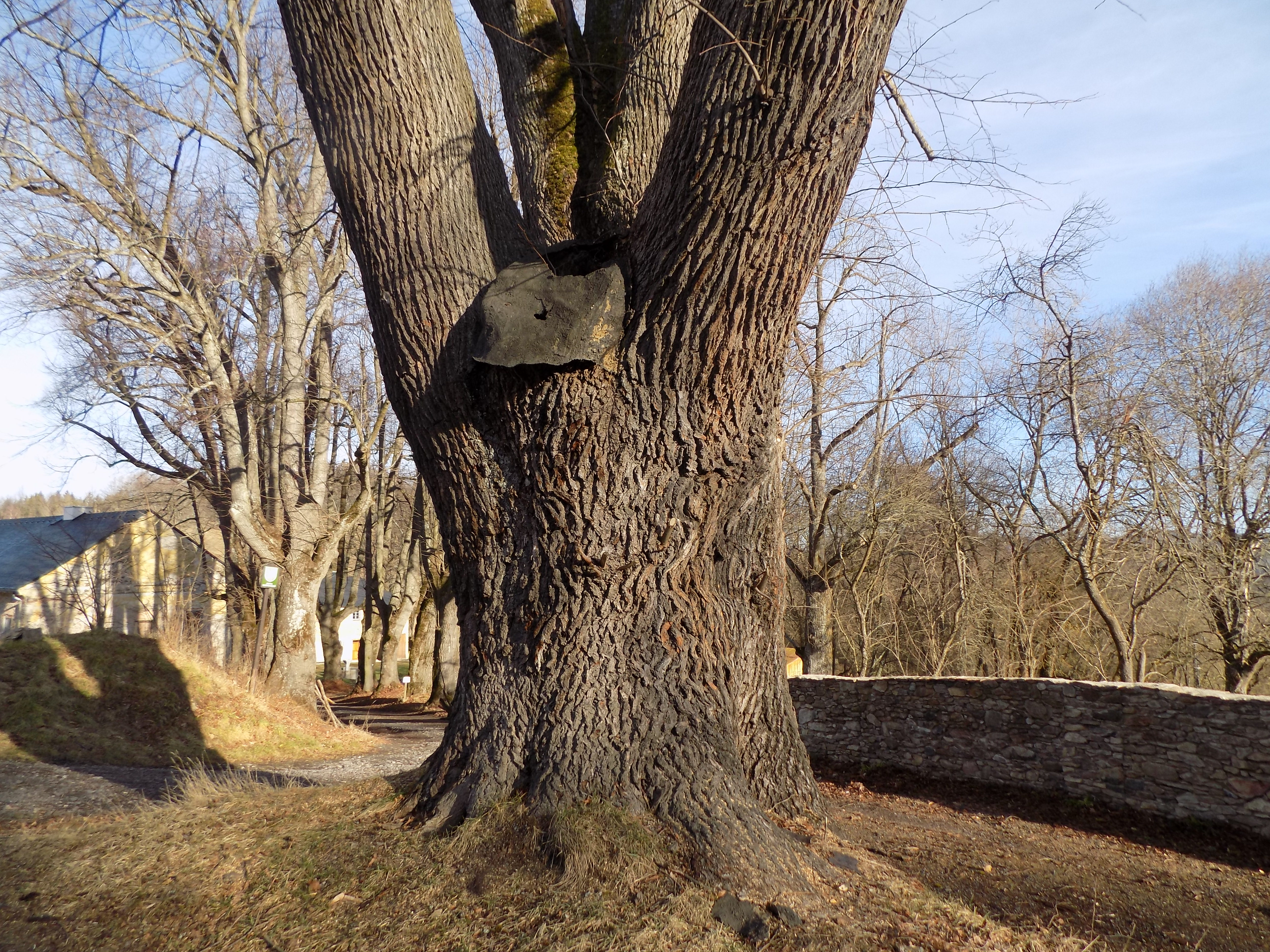
Kmen se zastřešenou dutinou